# Замок Бальдерн
Замок Бальдерн — средневековый замок, перестроенный в стиле барокко в XVIII в., расположенный к северо-западу от немецкого города Бопфинген в федеральной земле Баден-Вюртемберг. В замке, находящемся во владении рода Эттинген-Валлерштайн, содержится одна из самых больших в Германии коллекций оружия.

## Исторический очерк
Первое письменное упоминание замка Бальдерн, выстроенного на отдельно стоящем высоком холме, встречается уже в XI в., а его владельцами был дворянский род фон Бальдерн.
В 1280 г. замок перешёл в собственность графа Людвига V фон Эттинген (Ludwig V. von Oettingen), потомки которого до сих пор управляют Бальдерном.
В XV в., ввиду финансовых сложностей, замок был заложен, и в 1507 г. выкуплен обратно.
В период между 1718 и 1737 гг. замок был перестроен в стиле барокко под руководством архитекторов из Граубюндена Франца де Габриэли (Franz de Gabrieli, 1688-1726) и Габриэля де Габриэли (Gabriel de Gabrieli, 1671-1747). 
В XIX в. на холме вокруг замка был разбит ландшафтный парк в английском стиле, и в 1887 г. по проекту Августа фон Бейера (August von Beyer ) возведена возвышающаяся над строением башня. В 1896 г. в замке был открыт музей.

## Современное использование
Располагающийся в замке музей предлагает осмотр бывших частных жилых помещений семьи Эттинген и их прислуги, а также посещение Парадного зала с возможностью насладиться панорамным видом на лежащий к востоку Нёрдлингенский Рис и на горы Швабского Альба - на юге. Несомненный интерес представляет собрание оружия (в замке с 1930 г.), демонстрирующее европейское и восточное военное искусство XIV-XVIII столетий.